# Matthew Halsall
Matthew Halsall (Manchester, 11 settembre 1983) è un musicista britannico  di genere jazz, compositore, produttore e fondatore dell'etichetta indipendente Gondwana Records..

## Biografia
Il primo album di Matthew Halsall è stato Sending My Love nel 2008, che è stato anche la prima pubblicazione della sua etichetta Gondwana Records, seguito da Color Yes nel 2009. Il successo è arrivato con il suo terzo album On the Go nel 2011, premiato con i vincitori Gilles Peterson Worldwide Award, e nominato come miglior pezzo jazz nei MOBO Awards 2011.
Nel 2012 è uscito il quarto album Fletcher Moss Park, e nel 2014 ha pubblicato il suo quinto album When the World Was One con il gruppo di otto membri Gondwana Orchestra. Questo album è stato premiato come album iTunes Jazz dell'anno 2014.
Le ultime uscite sono state Into Forever nel 2015 e un remix di On the Go nel 2016.

## Stile musicale
La musica di Matthew Halsall è ispirata al jazz spirituale di Alice Coltrane, Pharoah Sanders e Miles Davis, con influenze trip hop seguendo la strada aperta da The Cinematic Orchestra.

## Formazione
The Gondwana Orchestra
- Matthew Halsall: tromba
- Lisa Mallett: flauto
- Rachael Gladwin: arpa
- Keiko Kitamura: koto
- Taz Modi: pianoforte
- Gavin Barras: basso
- Luke Flowers: percussioni
- Sam Bell: percussioni (in "Into Forever")[12]
- Nat Birchall: sassofono (in "When The World Was One")[13]

## Discografia

### Album in studio
- 2008: Sending My Love (Matthew Halsall)
- 2009: Colour Yes (Matthew Halsall)
- 2011: On the Go (Matthew Halsall)
- 2012: Fletcher Moss Park (Matthew Halsall)
- 2014: When the World Was One (Matthew Halsall & The Gondwana Orchestra)
- 2015: Into Forever (Matthew Halsall & The Gondwana Orchestra)
- 2019: Oneness
- 2020: Salute To The Sun

### Singoli
- 2015: Journey in Satchidananda / Blue Nile